# 郭奕含
郭奕含（1995年3月9日—），出生于吉林长春，中国女子短道速滑运动员，2013年冬季世界大学生运动会女子1000米金牌得主、2016年世界短道速滑锦标赛女子3000米银牌得主、2017年世界短道速滑锦标赛女子3000米接力金牌得主。